# TBVfL Neustadt-Wildenheid
TBVfL Neustadt-Wildenheid e.V. é uma agremiação esportiva alemã, fundada a 30 de maio de 2005, sediada em Neustadt bei Coburg, na Baviera.
É produto da fusão de TBV Wildenheid e VfL 07 Neustadt.

## História

### VfL Neustadt
O VfL Neustadt foi formado em 1907.

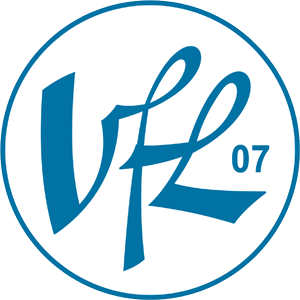
O antecessor VfL Neustadt

O clube surgiu como uma força no futebol bávaro após a Segunda Guerra Mundial ganhando a promoção para o nível dois, a Landesliga Bayern, Grupo Norte, em 1946. A permanência duraria apenas até 1948, quando o campeonato foi reduzido a um único grupo e assim o time foi rebaixado novamente.
A equipe retornou ao maior campeonato da Baviera em 1950, vencendo a 2. Amateurliga Oberfranken-Ost ficando em segundo na fase de promoção seguinte. A Landesliga Bayern tinha sido renomeada Amateurliga Bayern, em 1950, por conta da introdução da 2. Oberliga Süd como a nova segunda divisão no sul da Alemanha. O VfL conquistou o título da Amateurliga em sua primeira temporada, 1950-51, mas não conseguiu êxito na fase de promoção para a 2. Oberliga. Estando em terceiro em igualdade de pontos com o VfR Aalen e ASV Feudenheim, perdeu por 1 a 0 para o ASV em jogo decisivo. 
Na temporada seguinte, o VfL terminou em segundo lugar no campeonato, um ponto atrás do campeão FC Amberg. Com Heinz Wittig, o clube teve um jogador selecionado para a equipe alemã, que terminou em quarto lugar nas Olimpíadas de Helsinque, em 1952. Depois de um sétimo lugar em 1953, o campeonato foi mais uma vez dividido em dois grupos regionais, de norte a sul e o VfL passou a fazer parte do grupo do norte novamente. Em 1953-1954, conquistou o título nesse campeonato. Um jogo válido pelo título bávaro não foi jogado e o VfL avançou para a segunda fase da promoção à Oberliga. Nessa competição, o ficou em primeiro lugar e no lado sul da Baviera juntamente com o campeão, SpVgg Weiden, ganhou o acesso promoção à segunda divisão. 
O VfL estabeleceu-se como um time mediano em seu novo campeonato, mas ficou livre de problemas com o rebaixamento. Em sua segunda temporada, 1955-1956, alcançou um recorde de público, 11.000 pessoas em casa, que presenciaram a derrota por 3 a 1 frente ao Bayern de Munique, que iria terminar em segundo, e ganhar a promoção novamente à Oberliga Süd. 
Na 2. Oberliga, considerada uma liga semi-profissional, o VfL pagaria a seus jogadores 60 marcos por mês, por conta de patrocinadores como a Siemens e outros locais. 
A temporada 1957-1958 foi a mais lucrativa para o clube, terminando em terceiro e a quatro pontos do acesso à Oberliga, cujos contemplados foram SV Waldhof Mannheim e Ulm TSG 1846. Na temporada seguinte o time foi quase tão bem sucedido, mas sete pontos o deixaram fora da zona de acesso. Posteriormente, a fase boa diminuiu gradativamente.
Na temporada 1959-60, terminou em décimo-segundo e para evitar o rebaixamento Fritz Walter foi contratado temporariamente como treinador. O clube continuou no ano seguinte a lutar contra a queda à Amateurliga, mas sempre se aproximando da fileira do descenso. Em 1961-62, foi salvo apenas por dois pontos. 
Mudanças no sistema da liga alemã, em 1963, a partir da introdução da Fußball-Bundesliga e a Regionalliga abaixo significaria que o VfL teria que terminar em nono ou em melhor posição para manter o seu status na segunda divisão. Essa marca foi perdida por seis pontos, ao ficar em décimo segundo lugar e o clube teve de voltar para a divisão agora renomeada Amateurliga Bayern. 
Já na terceira divisão, o VfL terminou em sexto em seu primeiro ano, mas depois veio a ficar apenas em décimo-sexto em 1965 e foi rebaixado para a camada quatro, a Landesliga Bayern-Nord. Após um segundo lugar na temporada 1965-66, fez campanhas medianas até sofrer outro rebaixamento, agora para a Bezirksliga, em 1971. O VfL imediatamente se recuperou e ganhou a promoção de volta para a Landesliga, terminando em quarto nesse campeonato na temporada 1972-73. Ficaria em segundo lugar em 1978. A partir de então, os resultados diminuíram e o clube foi rebaixado mais uma vez, em 1981, para nunca mais voltar ao mesmo nível.
Seus anos de glória pareciam ter ficado definitivamente no passado. O clube atuou como amador nas décadas de 1980 e 1990. Em 1993, fez um retorno à Bezirksliga, transformada em sétima divisão, mas a permanência durou apenas duas temporadas, até 1995. A equipe retornou ainda a esse módulo para mais uma temporada em 1997-98.

### Incorporação
Com a chegada do novo milênio o VfL se viu em dificuldades financeiras muito sérias e com a ameaça real de ter que declarar falência. Em 2003, teve que vender seu estádio, o Stadion an der Sonneberger Straße, e o clube para o SV Türk Gücü Neustadt para poder se manter. Em 30 de maio de 2005, o clube teve de se fundir com o time amador local, TBV Wildenheid, para sobreviver, um passo não universalmente aceito por todos os membros, alguns mais velhos, que deixaram o clube em protesto. Por um tempo após a fusão, jogou sob o nome de Kickers Neustadt-Wildenheid, subindo à Bezirksliga Kreisklasse.
O time jogou na Bezirksliga Oberfanken-West (VIII) como um time de médio porte na temporada 2008-09, antes de ganhar o título no ano seguinte e conquistar a promoção para a Bezirksoberliga Oberfranken.
Ao fim da temporada 2011-12 o time desceu à Bezirksliga depois de terminar em décimo-primeiro na Bezirksoberliga, mas manteve-se na mesma camada porque a Bezirksoberliga foi dissolvida.

## Títulos
- Amateurliga Bayern (III) 
  - Campeão: 1951;
  - Vice-campeão: 1952;
- Amateurliga Nordbayern (III) 
  - Campeão: 1954;
- Landesliga Bayern-Nord
  - Vice-campeão: (2) 1966, 1978;
- Bezirksliga Oberfranken-West (V-VIII) 
  - Campeão: (2) 1972, 2010;

## Cronologia recente
| Temporada | Divisão                      | Módulo | Posição |
| 2004–05   | Kreisklasse Coburg-Kronach 1 | IX     | 1º ↑    |
| 2005–06   | Kreisliga Coburg-Kronach     | VIII   | 1º ↑    |
| 2006–07   | Bezirksliga Oberfanken-West  | VII    | 6º      |
| 2007–08   | Bezirksliga Oberfanken-West  | VII    | 10º     |
| 2008–09   | Bezirksliga Oberfanken-West  | VIII   | 10º     |
| 2009–10   | Bezirksliga Oberfanken-West  | VIII   | 1º ↑    |
| 2010–11   | Bezirksoberliga Oberfranken  | VII    | 12º     |
| 2011–12   | Bezirksoberliga Oberfranken  | VII    | 11º     |
| 2012–13   | Bezirksliga Oberfanken-West  | VII    | º       |